# Шашевци
Шашевци је насељено мјесто у општини Соколац, Република Српска, БиХ. На попису становништва из 1991. у њему је живјело 368 становникa.

## Историја
Насељено мјесто Шашевци је до 1992. комплетно припадало предратној општини Олово. Током рата у Босни и Херцеговини нашло се на линији фронта двије зараћене стране. Након рата, село је припало Републици Српској и административно је прикључено општини Соколац.

## Становништво
| Националност | 1991. |
| Муслимани    | 368   |
| Срби         | 0     |
| остали       | 0     |
| Укупно       | 368   |